# ParaView
ParaView — открытый графический кросс-платформенный пакет для интерактивной визуализации в исследовательских целях, разрабатываемый Национальной Лабораторией Сандиа, компанией Kitware и Национальной Лабораторией Лос-Аламоса.
Пакет поддерживает клиент-серверную архитектуру для организации удалённой визуализации массивов данных и использует метод уровня детализации (level of detail, LOD) для поддержки визуализации больших объёмов данных в интерактивном режиме. Пакет ParaView реализован на базе библиотеки Visualization Toolkit (VTK). Пакет ParaView разрабатывался для осуществления параллелизма данных на компьютерах с общей, распределённой памятью и кластеров. При этом ParaView может использоваться и на персональных компьютерах.
Пакет ParaView предоставляет пользователю возможности интерактивной визуализации и исследования больших массивов данных для качественного и количественного анализа. Работа с пакетом может осуществляться как в интерактивном, так и пакетном режиме (см. язык Python).
В настоящее время пакет может быть использован на компьютерах с операционными системами Windows, Linux, Mac OS X.
При разработке авторы придерживаются следующих целей:
- Открытость, кросс-платформенность — в пакете используются только открытые, мульти-платформенные технологии для визуализации данных
- Поддержка различных, в том числе, гетерогенных вычислительных систем
- Создание гибкого, интуитивного пользовательского интерфейса

Таким образом, пакет ParaView во многом является скорее технологией обработки, чем всего лишь программным средством.

## Основные возможности
В задачах механики сплошных сред следующие возможности пакета могут быть полезными при анализе следующих результатов:
- Визуализация расчётных сеток (поверхности, сеточные линии, вершины, объёмная визуализация)
- Визуализация полей (давление, скорость, температура, смещения и пр.)
- Построение срезов геометрии — плоскостью или с помощью заданной функции
- Построение изо-поверхностей
- Визуализация векторных полей и линий тока
- Количественный анализ данных — интегрирование, построение амплитудно-частотных характеристик
- Создание фильмов, демонстрирующих развитие процесса в 3D
- Алгебраические преобразования над полями

## Поддерживаемые форматы
Пакет ParaView поддерживает множество форматов данных, в том числе:
- VTK (.vtk) — собственный формат данных
- OpenFOAM
- EnSight
- COSMO
- NetCDF
- Изображения PNG, TIFF и прочие
- Tecplot
- STL
- XDMF
- XYZ
- proSTAR

## Текущая версия
Текущей стабильной версией ParaView является 4.0.1. Согласно официальному пресс-релизу авторов, в этой версии нет кардинальных изменений по сравнению с 3.X, при этом она является очередной вехой в последовательном развитии технологии с 2007 года. ParaView версии 4.0.1 основывается на библиотеке VTK версии 6.0 и соответственно включает в себя все изменения библиотеки. Основными новыми возможностями версии 4.0.1 являются:
- Улучшение возможностей визуализации многоблочных массивов данных
- Изменение панели контроля свойств отображения объектов
- Расширенные возможности ввода математических формул
- Экспорт данных в векторном формате
- Использование технологии ParaView совместно с форматом HTML 5
- Расширение возможностей отображения легенды графиков
- Доступ к документации к языкам C++, Python, Java осуществляется из основного интерактивного описания пакета
- Возможность доступа к самым последним сборкам пакета Nightly binaries

## Связь с другими Open source-проектами
- OpenFOAM — пакет ParaView содержит драйверы для чтения данных OpenFOAM и поставляется вместе с дистрибутивом пакета
- SALOME — в настоящее время ParaView интегрирован в SALOME в качестве стандартного модуля визуализации